# Stadio Amsicora
Het Stadio Amsicora is een multifunctioneel stadion in Cagliari, Italië. Het wordt vooral gebruikt voor voetbalwedstrijden, de voetbalclub Cagliari Calcio maakte gebruik van dit stadion. Die club verhuisde in 1970 naar een nieuw stadion, Stadio Sant'Elia. Er konden bij de opening van het stadion 34.000 toeschouwers in het stadion, maar dat aantal is inmiddels verlaagd naar 8.000.